# Alena Močáriová
Alena Močáriová (* 30. April 1964 als Alena Kučeríková) ist eine ehemalige slowakische Langstreckenläuferin.

## Leben
1989 gewann sie den Grand Prix von Bern, 1991 den Giro Media Blenio, 1991 sowie 1992 die Corrida Bulloise und 1993 den Greifenseelauf. 1994 wurde sie Dritte beim Greifenseelauf. Bei den Halbmarathon-Weltmeisterschaften 1997 in Košice belegte sie den 72. Platz.
2000 siegte sie beim Halbmarathonbewerb des Baden-Marathons. Beim Dresden-Marathon gewann sie 2001 und 2002 über 10 km und 2003 im Halbmarathon.
1987 wurde sie tschechoslowakische Hallenmeisterin über 1500 m, 1988 tschechoslowakische Meisterin über 3000 m und 1990 über 10.000 m. Viermal wurde sie slowakische Meisterin über 5000 m (1995, 1998–2000) und einmal im Crosslauf (1998). In der Halle holte sie 2000 und 2001 den nationalen Meistertitel über 3000 m, 2000 außerdem über 1500 m. Bei den Crosslauf-Weltmeisterschaften kam sie 1987 in Warschau auf Rang 111 und 1991 in Antwerpen auf Rang 90.
Ihre ebenfalls als Langstreckenläuferin erfolgreiche Zwillingsschwester Jana Kučeríková (verheiratete Bauckmannová) startete ab 1993 für Tschechien.

## Persönliche Bestzeiten
- 1500 m: 4:13,21 min, 25. Juni 1988, Prag
- 3000 m: 9:05,37 min, 16. Juli 1988, Prag
  - Halle: 9:26,36 min, 7. Februar 1987, Jablonec nad Nisou
- 5000 m: 15:43,67 min, 21. Juni 1988, Grudziądz (slowakischer Rekord)
- 10.000 m: 33:15,84 min, 21. Juli 1989, Banská Bystrica
- 10-km-Straßenlauf: 34:23 min, 23. März 2003, Dresden
- Halbmarathon: 1:13:26 h, 17. September 1994, Uster